# Бражник Христофа
Бражник Христофа (Mimas christophi) — ночная бабочка из семейства бражников.
Видовое название дано в честь Гуго Теодора Христофа (Hugo Theodor Christoph, в России Гуго Фёдорович Христоф, 1831—1894) — немецкого и русского энтомолога, члена Русского энтомологического общества с 1861 года.

## Описание
Бабочка с размахом крыльев — 61—80 мм. Тело толстое, веретеновидное. Крылья крупные, зубчатые по краям. Общий фон окраски крыльев красно-коричневый, наиболее насыщенный в поле серединной и внешней перевязи на передних крыльях. На общем, более светлом фоне наиболее контрастно выделяется серединная перевязь, представленная парой тёмных вогнутых пятен различных размеров. Тёмное внешнее поле затеняется на вершине светлым пятном зубчатой формы. Окраска задних крыльев менее насыщенная, светло-бурая, более тёмная к заднему углу. Усики веретеновидные, слабопильчатые. Хоботок очень длинный.

## Ареал
На территории России обитает на Сахалине, Кунашире, в Приамурье, Приморье, Восточном Забайкалье. Также встречается в Северо-Восточном и Северном Китае, Корее и Японии.

## Биология
Вид обитает в широколиственных и субнеморальных лесах. Время лёта бабочек в Приамурье длится с конца мая до середины июля. Гусеницы являются полифагами лиственных древесных пород (ольха, ива, берёза, вяз, клён, дуб, липа). Окукливаются в подстилке или на поверхностном слое земли. Зимует куколка.